# Hornowszczyzna
Hornowszczyzna – wieś w Polsce położona w województwie podlaskim, w powiecie siemiatyckim, w gminie Dziadkowice.
W latach 1975–1998 miejscowość administracyjnie należała do województwa białostockiego.
Prawosławni mieszkańcy wsi należą do parafii św. Dymitra w Żerczycach, a wierni kościoła rzymskokatolickiego do parafii Matki Bożej Bolesnej w Osmoli.